# Трубачи Первой конной армии
«Труба́чи Пе́рвой ко́нной а́рмии» — картина русского живописца Митрофана Грекова, одна из его последних и наиболее знаменитых работ, подписанная и датированная 1934 годом.

## История
Митрофан Греков был призван на военную службу сразу после окончания Высшего художественного училища в Петербурге, прошёл германский фронт Первой мировой войны, весной 1917 года вернулся на родину после тяжёлого ранения и встретил начало Гражданской войны в Новочеркасске. Вдохновением для художника стало вступление Рабоче-крестьянской Красной армии в Новочерскасск 7 января 1920 года, а спустя 3 года Греков был представлен Клименту Ворошилову и поделился с военачальником своей творческой идеей живописания истории Гражданской войны на юге России, на Дону и в Поволжье. Ворошилов ответил, что считает тему Гражданской войны слишком масштабной и грандиозной, и предложил художнику ограничиться отдельным периодом, а лучше — боевым путём одного крупного воинского соединения. В середине марта 1923 года первые крупные работы Грекова — «Вступление в Новочеркасск полка имени Володарского», «Артиллерия на волах» и портрет помощника командующего войсками Северо-Кавказского военного округа Михаила Левандовского — были представлены на IV выставке Ассоциации художников революционной России в Центральном доме Красной армии в Москве, а затем поступили во вновь организованный музей Красной армии. Успех вдохновил Грекова, который начал исследовать историю 1-й Конной армии по устным рассказам бойцов и командиров и даже несколько раз встречался с самим Семёном Будённым. В цикл работ о 1-й Конной армии вошли картины «Красногвадрейский отряд в 1918 году», «Отряд Будённого в 1918 году», «Красное знамя в Сальских степях», несколько портретов героев 1-й Конной армии, «Тачанка» и «Бой за Ростов под Большими Салами».
К 15-летию 1-й Конной армии Грекову была предложена большая персональная выставка в Московском доме художника на Крымском мосту. Последние годы художник был занят изготовлением масштабных диорам, и только зимой 1933—1934 года взялся за работу над новыми живописными полотнами. В зимние месяцы художник завершил картины «Бой у Карпово-Обрывской слободы», «Пленный», «Сталин и Ворошилов в окопах под Царицыном» и «На пути к Царицыну», а завершить серию должны были «Трубачи 1-й конной армии». Первые этюды для «Трубачей» Греков подготовил ещё в 1927 году на Высших кавалерийских курсах в Новочеркасске, где для него позировали местные курсанты, однако дальше зарисовок дело не пошло. В 1930 году Греков вернулся к работе над «Трубачами», но художника вновь постигла неудача. Весной 1934 года он тяжело заболел и отправился в Евпаторию навестить семью брата и поправить здоровье, и благоприятный климат Крыма вдохновил его на работу. Целый месяц Греков писал натурные пейзажи, а затем сосредоточился на «Трубачах». Работа над картиной была завершена по возвращении в Москву, где художник ещё раз переосмыслил полотно и придал ему окончательный облик.

## Описание
На картине «Трубачи 1-й конной армии» изображена колонна конников-красноармейцев на марше. Композиция полотна выстроена вокруг трёх трубачей и двух горнистов, помещённых в центр картины и вынесенных на передний план. Остальная колонна растянулась по степной дороге и уходит за край полотна, фигуры солдат либо скрыты за спинами музыкантов, либо теряют чёткие очертания и сливаются в единую человеческую массу на заднем плане. В то время как масса солдат одета разношёрстно, музыканты по-щёгольски едут на одинаковых, подобранных в масть конях, создавая мажорный образ победоносной Красной армии. Большую роль в полотне играют свет и цвет. Солнце находится в зените и ярко подсвечивает героев, цвета жёлтого песка, зелёной травы, голубого неба, металла инструментов служат созданию торжественного духа. Реалистичности неба и облаков художник достигает, обращаясь к своей коллекции зарисовок облаков в разное время суток.

## Оценка
«Трубачи 1-й конной армии» считаются одной из наиболее примечательных работ Грекова, важной вехой в его творчестве. Картина была включена во многие иллюстрированные издания того времени, распространена миллионными тиражами в виде репродукций и открыток.